# Euophrys sulphurea
Euophrys sulphurea är en spindelart som först beskrevs av Koch L. 1867.  Euophrys sulphurea ingår i släktet Euophrys och familjen hoppspindlar. Inga underarter finns listade i Catalogue of Life.